# Linea U1 (metropolitana di Amburgo)
La linea U1 è una delle linee della metropolitana di Amburgo.

## Stazioni

### Tratta comune
| Stazione             | Apertura | Interscambi | Note |
| -------------------- | -------- | ----------- | ---- |
| Norderstedt Mitte    | 1996     |             |      |
| Richtweg             | 1996     |             |      |
| Garstedt             | 1969     |             |      |
| Ochsenzoll           | 1918     |             |      |
| Kiwittsmoor          | 1960     |             |      |
| Langenhorn Nord      | 1919     |             |      |
| Langenhorn Markt     | 1918     |             |      |
| Fuhlsbüttel Nord     | 1921     |             |      |
| Fuhlsbüttel          | 1918     |             |      |
| Klein Borstel        | 1925     |             |      |
| Ohlsdorf             | 1914     |             |      |
| Sengelmannstraße     | 1975     |             |      |
| Alsterdorf           | 1914     |             |      |
| Lattenkamp           | 1914     |             |      |
| Hudtwalckerstraße    | 1914     |             |      |
| Kellinghusenstraße   | 1912     |             |      |
| Klosterstern         | 1929     |             |      |
| Hallerstraße         | 1929     |             |      |
| Stephansplatz        | 1929     |             |      |
| Jungfernstieg        | 1934     |             |      |
| Meßberg              | 1960     |             |      |
| Steinstraße          | 1960     |             |      |
| Hauptbahnhof Süd     | 1960     |             |      |
| Lohmühlenstraße      | 1961     |             |      |
| Lübecker Straße      | 1961     |             |      |
| Wartenau             | 1961     |             |      |
| Ritterstraße         | 1962     |             |      |
| Wandsbeker Chaussee  | 1962     |             |      |
| Wandsbek Markt       | 1962     |             |      |
| Straßburger Straße   | 1963     |             |      |
| Alter Teichweg       | 1963     |             |      |
| Wandsbek Gartenstadt | 1918     |             |      |
| Trabrennbahn         | 1918     |             |      |
| Farmsen              | 1924     |             |      |
| Oldenfelde           | 2019     |             |      |
| Berne                | 1918     |             |      |
| Meiendorfer Weg      | 1925     |             |      |
| Volksdorf            | 1918     |             |      |

### Diramazione per Ohlstedt (Ohlstedter Zweig)
| Stazione   | Apertura | Interscambi | Note |
| ---------- | -------- | ----------- | ---- |
| Buckhorn   | 1925     |             |      |
| Hoisbüttel | 1925     |             |      |
| Ohlstedt   | 1925     |             |      |

### Diramazione per Großhansdorf (Großhansdorfer Zweig)
| Stazione        | Apertura | Interscambi | Note |
| --------------- | -------- | ----------- | ---- |
| Buchenkamp      | 1921     |             |      |
| Ahrensburg West | 1921     |             |      |
| Ahrensburg Ost  | 1922     |             |      |
| Schmalenbeck    | 1921     |             |      |
| Kiekut          | 1922     |             |      |
| Großhansdorf    | 1921     |             |      |